# Gyula Alvics
Gyula Alvics (* 12. Januar 1960 in Szigetvár) ist ein ungarischer Boxtrainer und ehemaliger Boxer im Schwergewicht. Er war unter anderem Teilnehmer der Olympischen Spiele 1988 (Platz 5).

## Werdegang
Alvics absolvierte eine Ausbildung zum Maschinenschlosser, die er 1978 erfolgreich abschloss. Er wurde von 1980 bis 1988 insgesamt neunmal in Folge Ungarischer Meister, wobei er in den Clubs PVSK Pécs (1973–1980 u. 1988/89), Honvéd Budapest (1980–1987) und Komlói Bányász (1987/88) trainierte. Bei der Europameisterschaft 1981 in Tampere unterlag er im Viertelfinale gegen Ion Cernat aus Rumänien und bei der Weltmeisterschaft 1982 in München im Achtelfinale gegen Jürgen Fanghänel aus der DDR, nachdem er diesmal zuvor Ion Cernat besiegt hatte.
Sein erster großer Erfolg war der Gewinn der Silbermedaille bei der Europameisterschaft 1983 in Warna; nach Siegen gegen Werner Kohnert aus der DDR, Ralf Rocchigiani aus der BR Deutschland und Grzegorz Skrzecz aus Polen, war er erst im Finale gegen Alexander Jagubkin aus der Sowjetunion unterlegen. Mit diesem Erfolg war er auch für den Weltcup 1983 in Rom nominiert, wo er im Viertelfinale knapp mit 2:3 gegen den Italiener Angelo Musone ausschied. Bei den Wettkämpfen der Freundschaft 1984 in Havanna, einer sozialistischen Gegenveranstaltung der boykottierten Olympischen Sommerspiele 1984 in Los Angeles, schlug er im Halbfinale den Bulgaren Dejan Kirilow und verlor ebenfalls erst im Finale knapp mit 2:3 gegen Hermenegildo Báez aus Kuba.
Bei der Europameisterschaft 1985 in Budapest wiederholte er mit Siegen gegen den Spanier José Ortega und den Niederländer Arnold Vanderlyde, sowie einer Finalniederlage gegen Alexander Jagubkin den Gewinn der EM-Silbermedaille. Bei der Weltmeisterschaft 1986 in Reno (Nevada) verlor er im Achtelfinale gegen den Kubaner Félix Savón.
1987 schied er im Viertelfinale der Europameisterschaft in Turin mit 2:3 gegen Swilen Rusinow aus und startete 1988 noch bei den Olympischen Spielen in Seoul. Dort siegte er gegen José Ortega und den Kanadier Tom Glesby, ehe er im Viertelfinale gegen Arnold Vanderlyde unterlag.

## Sonstiges
Alvics wurde im Laufe seiner Karriere zweimal zu Ungarns Boxer des Jahres, sowie dreimal zu Baranyas Sportler des Jahres gewählt. Er beendete im Alter von 29 Jahren seine Boxkarriere und wurde Boxtrainer im Club PVSK Pécs.
Er heiratete Ildikó Bergovecz.